# Eleocharis nipponica
Eleocharis nipponica là loài thực vật có hoa trong họ Cói. Loài này được Makino mô tả khoa học đầu tiên năm 1904.